# Mandela National Stadium
Le Mandela National Stadium est un stade omnisports ougandais (servant principalement pour le football) situé à Bweyogerere, dans la banlieue est de Kampala, la capitale du pays.
Le stade, doté d'une capacité de 45 202 places et inauguré en 1997, sert de domicile pour l'équipe d'Ouganda de football, ainsi que pour l'équipe de football du Villa Sports Club.
Il porte le nom de Nelson Mandela, homme politique sud-africain et symbole de la paix.

## Histoire
Construit par une compagnie chinoise, le stade ouvre ses portes en 1997 sous le nom de Namboole Stadium (car il est situé près de la colline de Namboole). Le stade est inauguré avec un concert géant de l'artiste de reggae Lucky Dube.
Le record d'affluence au stade est de 50 000 spectateurs le 10 octobre 2004 lors d'une défaite 1-0 de l'Ouganda contre l'Afrique du Sud.
Après la mort de Nelson Mandela en 2013, le stade est renommé en son honneur.